# XP-80
XP-80は、ローランドが販売していたミュージックワークステーションの型番・商品名である。大きな液晶画面と、4つのスライダー、ピッチベンド/モジュレーション・レバーなどが特徴である。
ローランドが、発売していたXP-50の上位版であり、ミュージックワークステーションXPシリーズの最上位版に位置づけられる。1996年に発売。LCDは、320×80のフルドットLCDが採用された。
音源部
プリセット・メモリーは、音色の基本単位となるパッチが512音色、パフォーマンス（→パッチを組み合わせたもの）が64音色、リズムセットが8つ内蔵（他にもGM音色もあり）。これは、JV-1080を踏襲した音源ということになる。
ウェーブ・エクスパンション・ボード（JR-JV80シリーズ）を最大4枚まで同時装着することが可能で、大量の波形データを元に、音作り出るだけでなく、プリセットのパッチ（演奏時に使う、音色の単位）も多く登録されており、音作りが苦手でも、演奏に使う音色が大幅に増える。
シーケンサー部
メインの16トラックに加え、100個のパターン・トラックを装備。記憶容量は6万音であり、これは、XP-50の約3倍に当たる。
仕様
鍵盤数76鍵（セミ・ウェイティドキーボード）
最大同時発音数64音
エクスパンション・ボードスロット数SR-JV80シリーズ用1スロット、SRXシリーズ用2スロット
波形メモリー容量64MB（16bit リニア換算時）
MFX数3